# Carex hirtiutriculata
Carex hirtiutriculata är en halvgräsart som beskrevs av Lun Kai Dai. Carex hirtiutriculata ingår i släktet starrar, och familjen halvgräs. Inga underarter finns listade i Catalogue of Life.